# Pholidocercus hassiacus
Pholidocercus hassiacus (лат., от др.-греч. φολίς, род. п. φολίδος — чешуя и κέρκος — хвост; hassiacus — гессенский, по месту находки; буквально: чешуехвост гессенский) — вид вымерших млекопитающих из семейства Amphilemuridae отряда прыгунчиков, выделяемый в монотипический род Pholidocercus.

## Описание

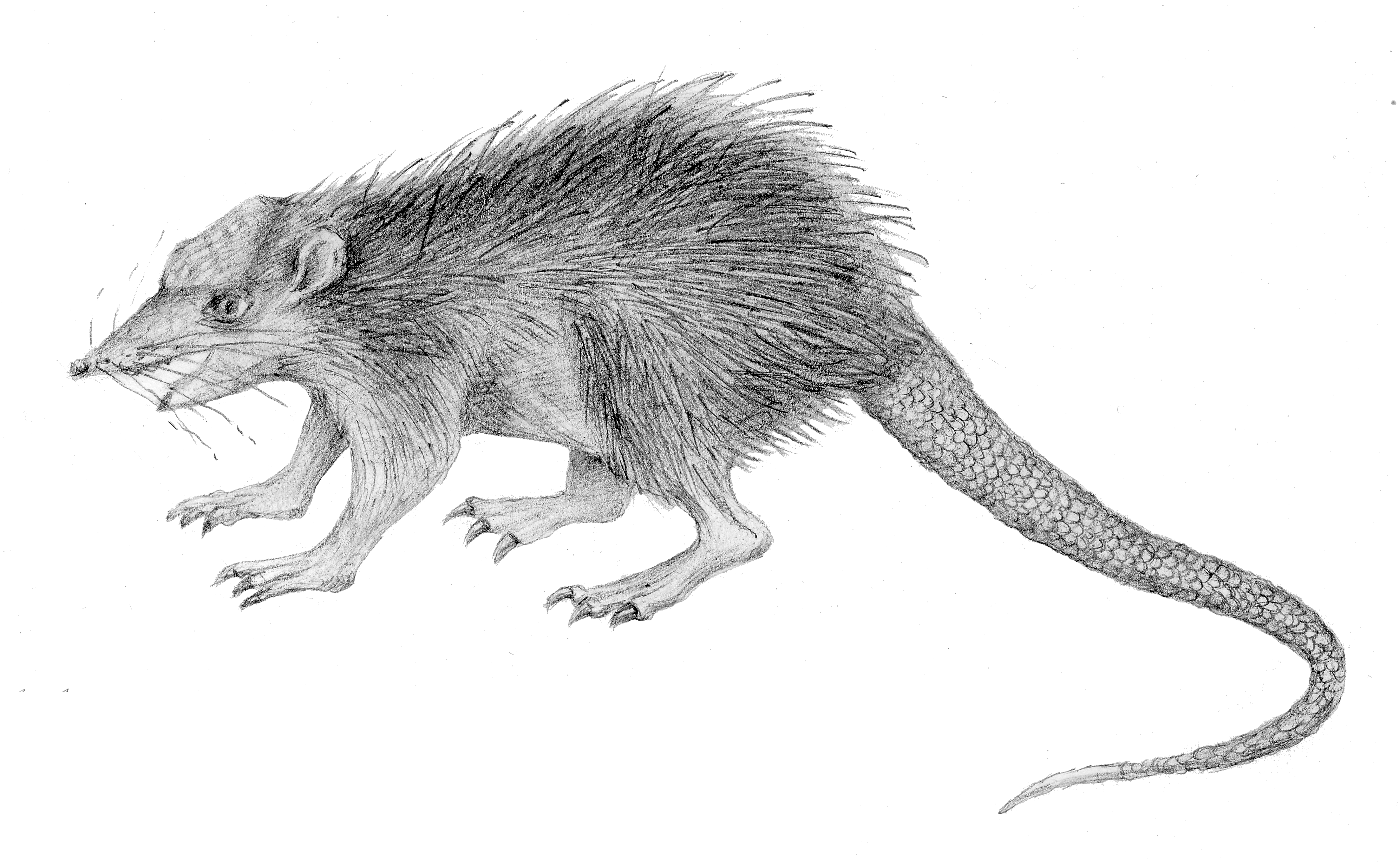
Реконструкция

Ископаемые остатки Pholidocercus hassiacus, около десяти экземпляров, наряду с остатками множества других эоценовых животных, были обнаружены в «мессельской яме» — заброшенном карьере для добычи сланца в коммуне Мессель (Германия). Сохранились даже остатки мягких тканей и содержимого желудков. Млекопитающее было покрыто толстой и длинной щетиной (или колючками). Отличительные особенности — чешуи на голове, образующие шлемоподобную формацию, а также длинный, толстый чешуйчатый хвост. Строение передних конечностей свидетельствует о вероятной приспособленности к рытью грунта. Зубная формула: {\displaystyle I{3 \over 3}C{1 \over 1}P{4 \over 4}M{3 \over 3}}. Установлено, что Pholidocercus hassiacus питались плодами, листьями и насекомыми.